# 赤銅よう部
赤銅鍱部（しゃくどうようぶ）、または銅鍱部（どうようぶ、梵: Tāmraparṇīya 巴: Tambapaṇṇiya）は、部派仏教の一派。
銅鍱洲や赤銅鍱（梵: Tāmraparṇi巴: Tambapaṇṇi）とはスリランカの古称。銅鍱洲などインド南部に広がった上座部支派の古称。現在の上座部仏教の源流と考えられる。紅衣部（こういぶ、梵: Tāmraśāṭīya）とも呼ばれる。

## 支派
赤銅鍱部は後に以下の三派に分れたとされている。
- 大寺派(巴: Mahāvihāra-vāsin)　現在の上座部仏教の源流でありブッダゴーサの清浄道論で知られる。[7]マハーワンサによると無畏山寺派に破壊されたとある。[8]
- 無畏山寺派(巴: Abhayagirivihāra-vāsin) B.C1世紀に大寺派から分裂した。大乗および密教を取り入れた派。[9]
- 祇多林寺派(巴: Jetavanavihāra-vāsin)　3世紀に無畏山寺派から分裂した。祇多林とは祇園精舎のある場所。